# Tetraogallus caspius
El perdigallo del Caspio o tetraogallo del Caspio (Tetraogallus caspius), es una especie de ave galliforme de la familia Phasianidae.
Se distribuye en las montañas del este de Turquía y Armenia, y en toda la cordillera Alborz del norte de Irán. Se cría en altitudes entre 1800 a 3000 m en terreno pedregoso desnudo con algo de matorrales alpinos. Su dieta consiste en semillas y material vegetal.
El tamaño oscila desde 56 hasta 63 cm de longitud, 95 a 105 cm de envergadura y de 1.8 a 2.9 kg de peso.